# دمغة
الدمغة ضريبة تفرضها الدولة على أنواع معينة من المعاملات التي تتضمنها وثائق مكتوبة، وتتخذ عادة طابعًا بقيمة معينة يلصق على الوثيقة ومن ذلك طوابع بالدمغة التي يتعين وضعها على الإيصالات والعرائض والأوراق القضائية وقد زادت أهمية ضريبة الدمغة زيادة كبيرة على أثر اتساع نطاق المعاملات المكتوبة.